# Ganoderma subtornatum
Ganoderma subtornatum är en svampart som beskrevs av Murrill 1907. Ganoderma subtornatum ingår i släktet Ganoderma och familjen Ganodermataceae.   Inga underarter finns listade i Catalogue of Life.